# Tauala splendidus
Tauala splendidus là một loài nhện trong họ Salticidae.
Loài này thuộc chi Tauala. Tauala splendidus được Fred R. Wanless miêu tả năm 1988.